# Serge Brussolo
Serge Brussolo (n. 31 mai 1951, Paris) este un scriitor francez de fantastique, science-fiction, thriller și roman istoric.

## Biografie
Serge Brussolo s-a născut la Paris, în 1951, într-o familie săracă. Tatăl, muncitor și parior pătimaș la cursele de cai. Mama, casnică și romantică, îi citea în copilărie povești din mitologia greacă sau egipteană, imprimându-i astfel nu numai gustul pentru lectură, dar și pentru scris. Locuiau toți trei într-o cameră de servitori de la mansarda unui imobil luxos dintr-un cartier cu pretenții al Parisului. Primele sale lecturi au fost albumele de benzi desenate cu Tintin și Blake și Mortimer, împrumutate de la prietenii săi mai înstăriți.
A trecut repede la Modesty Blase, acea "doamna a crimei" cu multiple talente și trecut tenebros, benzi desenate pe care le citea în paralel cu romanele foto Satanik sau policierurile lui James Hadley Chase.
În anii '60, familia sa se mută într-un bloc social (HLM) dintr-un cartier muncitoresc de la periferia Parisului. Vecinătatea unei baze a armatei americane îi înveselește însă copilăria: împreună cu alți copii scotocea prin pubelele americanilor descoperind și citind cu indicibilă bucurie (în original, cu ajutorul dicționarului!) comics-uri altfel intruvabile în Franța acelor ani, precum Dick Tracy, Batman, Superman, The Shadow etc.
Astfel, de pe la 10-11 ani, a început să scrie "romane", de câte 10 pagini, pe care le citea colegilor. În liceu avea reputația făcută: unii profesori îl disprețuiau și-i spuneau că n-o să facă nimic în viață; alții însă îl admirau și-i prevesteau o cariera de scriitor. Ajuns - în mod natural - student la litere, își trimite scrierile pe la diverse publicații și debutează astfel, la 21 de ani, în paginile unui fanzin obscur. Perseverează, de altfel nu știa și nu voia să facă altceva, și în 1978 primește Marele Premiu al SF-ului francez pentru nuvela Funnyway. În sfârșit, după zeci de refuzuri, editurile încep să-l ia în seamă și Denoel îi deschide porțile, publicându-i în 1980 romanul Vue en coupe d'un ville malade. Urmează alte 150 de romane.
În anii '80 Serge Brussolo a revoluționat prin stilul lui original și distinctiv literatura science-fiction franceză. Considerat de unii critici o enigmă imposibil de clasificat, Brussolo, un scriitor unic și baroc, este creatorul unor universuri literare halucinante, construite cu ajutorul unei doze specifice de violență și sexualitate, care i-au adus un public format din cititori pe cât de fideli pe atât de pasionați.
Opera lui a fost la început publicată în fanzine. Primul lui text publicat a fost L'Evadé/Evadatul apărut în periodicul L'Aube enclavée în 1972. Funnyway (Funnyway-în Jurnalul SF nr.163), o altă nuvelă, publicată în 1978, a fost recompensată în 1979 cu Marele Premiu al Literaturii Science-Fiction Franceze/Le Grand Prix de la Science-fiction Française. Câțiva ani mai târziu, în 1981, Brussolo câștiga același premiu, însă la categoria roman, cu Vue en coupe d'une ville malade/Vedere în secțiune a unui oraș bolnav. Un alt roman,Les Semeurs d'abîmes/Semănătorii de abisuri (publicat în 1983) va fi recompensat cu Premiul Apollo în 1984. Un număr mare de romane au fost publicate în colecția Anticipation a editurii Fleuve Noir și în colecția Présence du futur a editurii Denoel.
După ce inițial a scris numai science-fiction, Brussolo a abordat mai târziu alte genuri literare, precum romanul istoric sau cel aparținând genului thriller. Este, de asemenea, autorul unei serii de cărți pentru copii și tineret intitulată Peggy Sue et les fantômes.

## Opera

### Debutul
Debutul literar al lui Brussolo a fost dificil, stilul său particular nereușind să deschidă porțile revistelor de science fiction ale epocii, deoarece proza sa nu se mula pe criteriile editorilor SF ai momentului. Prima recunoaștere a venit în 1978, când a reușit să publice nuvela Funnyway în antologia Futurs au présent condusă de Philippe Curval. În 1979, textul a fost recompensat cu marele premiu al SF-ului francez.

### Anii '80: De laPrésence du futurla Fleuve Noir
Colecția Présence du futur i-a publicat prima culegere de povestiri, Vue en coupe d'une ville malade, operă apreciată de public care i-a adus un al mare premiu. Extrem de prolific, Serge Brussolo a publicat într-un ritm susținut o serie de romane în populara colecție "Anticipation" a editurii Fleuve noir, dintre care Les Semeurs d'abîmes (1983) i-a adus un premiu Apollo. Unii critici ai epocii, admiratori ai stilului său personal și original, i-au reproșat irosirea talentului cu această colecție, care nu era foarte bine privită la ora aceea. Pe de altă parte, acea perioadă creatoare a fost una dintre cele mai bogate și inventive, Brussolo devenind rapid unul dintre autorii cei mai apreciați ai colecției și contribuind la evoluția ei, ceea ce a deschis calea unor autori originali ca Daniel Walther sau Joël Houssin. Și dacă, din punct de vedere al scriiturii, aceste romane par mai puțin îndrăznețe ca primele sale producții, pe planul imaginarului i-au deschis calea spre marele public și i-au permis să se debaraseze de latura "științifică" specifică genului hard science-fiction.
Eticheta de science fiction nu a fost pe placul lui Brussolo, deși multe dintre romanele sale sunt considerate ca aparținând genului. Totuși, Brussolo nu a scris space opera și nici n-a imaginat un viitor al omenirii bazat pe ipoteze despre descoperirile științifice și tehnologice. El s-a mulțumit să caute printre legende, mituri și alte povești fantastice, o parte însemnată dintre romanele publicate în colecția Anticipation fiind de factură pur fantastică (Catacombes, Doctorul schelet, La Nuit du venin) și anunțând deja abandonul progresiv al etichetei "science fiction".

### Anii '90: De la fantastique la romanul polițist
În 1990, în plină vogă Stephen King, Brussolo pornește o colecție fantastique cu numele său la editura Gérard de Villiers, unde publică într-un ritm susținut zece romane (o carte la două luni) în care explorează într-o manieră originală teme vechi ale genului: licantropia, casa bântuită, vasul fantomă, etc. Printre cele mai renumite dintre aceste romane se numără Les Emmurés și Les Bêtes.
Hărțuit de sataniști și conștient că a parcurs aceste subiecte, Brussolo pune punct colecției în 1992 și se reorientează spre literatura mainstream (La Moisson d'hiver, Les Ombres du jardin) și spre genurile thriller, polițist și istoric (Le Château des poisons, Le Labyrinthe de Pharaon). Foarte repede, devine unul dintre autorii-simbol ai colecției Le Masque, reușind să se înscrie în canoanele genului polițist și thriller fără a-și pierde imaginația debordantă.
În 1995 apare Conan Lord, carnets secrets d'un cambrioleur, roman în care inventează un nou personaj, un anti-erou aflat la antipodul gentlemanului lui Maurice Leblanc, victimă a celui de-Al Doilea Război Mondial care nu mai suportă să-și vadă imaginea și se semnează zgâriind oglinzile cu un diamant. Această creație originală a devenit Masca anului.

### După 2000
Numirea după 2000 la conducerea literară a colecției Le Masque l-a ajutat să-și lărgească paleta scriitoricească, ajungând să includă și scrieri pentru tineret cu seriile Peggy Sue et les Fantômes, Sigrid et les Mondes perdus și cu alte serii ale căror episoade au fost inspirate de operele sale anterioare pentru adulți. Aici a cunoscut cel mai mare succes comercial al său, mai ales pe plan internațional, aventurile lui Peggy Sue fiind traduse în douăzeci de limbi.
În paralele cu acest succes, Serge Brussolo nu a părăsit scrierile pentru adulți, pe care le-a continuat într-un ritm mai puțin susținut, explorând genurile sale predilecte: thriller (La Maison des murmures, Ceux qui dorment en ces murs), science fiction (La Fenêtre jaune), sau romanul istoric de aventuri (Noaptea lupului). Au văzut lumina tiparului și două serii pentru adulți: La fille aux cheveux rouges la editura J'ai lu (abandonată după două volume) și D.E.S.T.R.O.Y. (o serie de spionaj SF de categorie B) al cărei al treilea volum a apărut în iunie 2008 la editura Vauvenargues. Începând cu anul 2004, această ultimă editură a depus un efort uriaș de reeditare a vechilor opere ale autorului în colecția Integrala Brussolo, în care au apărut treptat multe dintre cărțile publicate anterior de Fleuve noir sau Gérard de Villiers și care au devenit de negăsit între timp.

### Teme abordate în opera lui Brussolo
Serge Brussolo prezintă deseori societăți care evoluează într-un mediu separat de lume, ca și cum obiectivul unui aparat de fotografiat s-ar focaliza la scara unei civilizații mici (Les Prisonnières de Pharaon, La Fenêtre jaune, Rhinocérox, etc.). Adesea, eroii săi sunt persoane rupte de societate, aflați în pragul unei degradări totale și incapabili să facă cel mai mic efort pentru a ieși din această stare. Cele mai multe dintre romanele lui Serge Brussolo sunt marcate de un fatalism visceral, plin de umor negru. Printre temele abordate cel mai des se numără corpul uman cu transformările și mutațiile sale, degenerarea inevitabilă a oricărui sistem social, iluzia religioasă, izolarea și nebunia în toate formele ei.

### Serii
- Les aventures de Marion
  - Pèlerins des ténèbres (2000) - ro. Pelerinii întunericului - Editura Paralela 45, 2009
  - La Captive de l'hiver (2001)
- D.E.S.T.R.O.Y.
  - D.E.S.T.R.O.Y. 1 - L'homme de la banquise (2007)
  - D.E.S.T.R.O.Y. 2 - La prisonnière du ciel (2008)
  - D.E.S.T.R.O.Y. 3 - Territoires de fièvre (2008)
- Les paradis inhabitables
  - Dortoir interdit (2009)
  - Ceux d'en bas (2010)
  - Le chat aux yeux jaunes (2011)

### Literatură pentru tineret
- Les Sentinelles d’Almoha
  - Le Maître des nuages
  - Prisonniers de l’arc-en-ciel
  - Le Jardin des secrets
  - Le Serment de feu
  - Les Seigneurs du lac noir
- Peggy Sue et les fantômes
  - Peggy Sue et les fantômes: Le Jour du chien bleu (2001) - ro. Peggy Sue și fantomele. Ziua câinelui albastru  - Editura Aramis, 2008
  - Peggy Sue et les fantômes: Le Sommeil du démon (2001) - ro. Peggy Sue si fantomele. Somnul demonului - Editura Aramis, 2007
  - Peggy Sue et les fantômes: Le Papillon des abîmes (2002)
  - Peggy Sue et les fantômes: Le zoo ensorcelé (2003)
  - Peggy Sue et les fantômes: Le Chateau Noir (2004)
  - Peggy Sue et les fantômes: La Bête des souterrains (2004)
  - Peggy Sue et les fantômes: La Révolte des dragons (2005)
  - Peggy Sue et les fantômes: La Jungle Rouge (2006)
  - Peggy Sue et les fantômes: La Lumière mystérieuse (2006)
- Sigrid et le mondes perdus
  - Sigrid et le mondes perdus: L'Oeil de la pieuvre (2002)
  - Sigrid et le mondes perdus: La fiancée du crapaud (2002)
  - Sigrid et le mondes perdus: le grand serpent (2003)
  - Sigrid et les mondes perdus: les mangeurs de muraille, 2005
- Élodie et le maître des rêves
  - Élodie et le maitre des Rêves (2004)
- Nouchka
  - Nouchka et les géants (2007)
  - Nouchka et la couronne maudite (2007)
  - Nouchka et la caverne aux mille secrets (2007)
- Le Royaume englouti
  - Pharaon Z (2011)
  - Les Lions d'écume (2011)

### Sub pseudonimul Zeb Chillicothe
(în colaborare cu Christian Mantey)
- Les Hommes tritons (1986)
- Les Tourmenteurs (1987)
- Les enfants du feu (1987)

### Sub pseudonimul Kitty Doom
- L'Empire des abîmes (1997)
- Les Invisibles (1997)
- La Forteresse blanche (1998)

### Sub pseudonimul Akira Suzuko
- Les Harponneurs d'étoiles (1998)
- La Meute hurlante (1998)
- Le Fils des loups (1999)

### Sub pseudonimul D. Morlok
- Le Clan du grand Crâne (1998)
- Les Guerriers du grand Crâne (1998)
- Les Dieux du grand Crâne (1998)

## Ecranizări
Romanul Les Emmurés a fost ecranizat ca Walled In în 2009, regizor Gilles Paquet-Brenner, cu Mischa Barton, Cameron Bright și Deborah Kara Unger. Copiii ploii (Les Enfants de la pluie) este un film de animație de fantezie regizat de Philippe Leclerc în 2003 pe baza romanului À l'image du dragon. Romanul Les Lutteurs immobiles  a fost ecranizat în 1988 ca un film de televiziune omonim.